# Barbár fivérek
A Barbár fivérek (eredeti cím: The Barbarians) 1987-ben bemutatott amerikai-olasz sword and sorcery film, amelyet Ruggero Deodato rendezett. A főszerepben a Barbár fivérek
(Peter és David Paul), Richard Lynch és Eva La Rue látható.
A film olasz-amerikai koprodukció. Rómában és az Abruzzo-hegységben forgatták. Peter és David Pault Arany Málna díjra jelölték.

## Rövid történet
Két fiatal árva, akiket egy törzs örökbefogadott, most gladiátorokként nőttek fel. Elhatározzák, hogy bosszút állnak a gonosz uralkodón, aki elrabolta a törzsük királynőjét.

## Szereplők
- Peter Paul: Kutchek
- David Paul: Gore
- Richard Lynch: Kadar
- Eva LaRue: Kara / Ismene
- Virginia Bryant: Canary
- Sheeba Alahani: China
- Raffaella Baracchi: Allura
- Franco Pistoni: Ibar
- Michael Berryman: Dirtmaster
- George Eastman: Jacko

## Háttér
A Barbár fivérek olasz-amerikai koprodukció. A The Hollywood Reporter 1985-ben bejelentette, hogy James R. Silke forgatókönyvíró befejezte a film forgatókönyvét, és Slobodan Šijan filmrendezővel együtt elkezdtek utazni. A Variety magazin 1986 júliusában bejelentette, hogy Šijan helyére Ruggero Deodato kerül. A film 2.5 millió dollárból készült.
A forgatás 1986. augusztus 4-én kezdődött Rómában. Ugyanebben a hónapban elutaztak az Abruzzo-hegyek közé, és ott forgattak. A forgatás 1986 októberében fejeződött be.

## Fogadtatás
A Los Angeles Times kritikusa, Michael Wilmington szerint "ritka az, amikor egy film ilyen jól néz ki és ilyen hülyén hangzik".
Donald C. Willis a Horror and Science Fiction Film IV című könyvében "sablonos sword and sorcery filmnek" nevezte. A VideoHound's Golden Movie Retriever kritikája szerint a film "hülyeség, de szórakoztató".
A film népszerűnek számít a B-kategóriás filmek finn rajongói között. A Tähtivaeltaja és Elitisti magazinok szerint a Barbár fivérek egyike a legjobb sword and sorcery filmeknek.